# سدلی (ویرجینیا)
سدلی، ویرجینیا (انگلیسی: Sedley, Virginia) یک مکان تعیین شده برای سرشماری (CDP) در وسط ساوتامپتون، ویرجینیا، ایالات متحده است. جمعیت آن در سال ۲۰۱۰ بر اساس سرشماری ۴۷۰ نفر بود. در ارتفاع ۸۹ فوت (۲۷ متر) قرار دارد.